# Evgenij Kafel'nikov
Evgenij Aleksandrovič Kafel'nikov, accreditato dall'ATP con la traslitterazione anglosassone Yevgeny Kafelnikov (in russo Евгений Александрович Кафельников?; Soči, 18 febbraio 1974), è un ex tennista russo.
Vincitore di due titoli del Grande Slam in singolare (Roland Garros 1996 e Australian Open 1999) e quattro in doppio (Roland Garros 1996, 1997 e 2002 e US Open 1997), il 3 maggio 1999 è diventato il primo russo a raggiungere la prima posizione del ranking ATP di singolare, mentre l'anno precedente era arrivato fino alla quarta posizione nella classifica di doppio. Ha conquistato altri 24 titoli in singolare, tra cui la medaglia d'oro alle Olimpiadi di Sydney del 2000, e 21 in doppio.

## Biografia

### Carriera agonistica
Era soprannominato Kalashnikov per i suoi colpi veloci e precisi giocati al bisogno e nei momenti più opportuni, uniti ad una vistosa freddezza mentale nell'espressione e nel comportamento in campo (tipica di un cecchino). Passato al professionismo nel 1992, la sua prima vittoria in un torneo avviene nel 1994 ad Adelaide; in seguito ha ottenuto successi sempre più importanti fino ad arrivare alla vittoria nel 1996 del Roland Garros contro Michael Stich (7-6 7-5 7-6) e alla vittoria agli Australian Open nel 1999 contro Thomas Enqvist (4-6 6-0 6-3 7-6). Anche grazie a questa vittoria, nel maggio di quell'anno ha raggiunto il primo posto della classifica ATP; tuttavia, subito dopo ha avuto una serie di sette partite perse consecutive, che gli ha fatto perdere la prima posizione dopo solo sei settimane.
Kafel'nikov ha in seguito raggiunto la finale degli Australian Open del 2000, perdendo da Andre Agassi (3-6 6-3 6-2 6-4), ha vinto tre volte il Roland Garros nel doppio maschile (1996, 1997, 2002) e una volta gli US Open (1997), ha inoltre vinto nel 2000 la medaglia d'oro dei Giochi olimpici di Sydney, battendo in finale Tommy Haas con il punteggio di 7-6 3-6 6-2 4-6 6-3 ed ha ottenuto la prima vittoria in Coppa Davis della Russia, nel 2002, vinta in finale con la Francia per 3-2.
Kafel'nikov ha disputato, in coppia con Marat Safin, quella che fino al 2013 è risultata la più lunga partita di doppio della storia della coppa Davis, nelle semifinali del 2002 contro l'Argentina, persa 4-6 4-6 7-5 6-3 17-19 in 6 ore e 20 minuti, record poi superato dal doppio Tomáš Berdych/Lukáš Rosol contro Stanislas Wawrinka/Marco Chiudinelli terminato 6-4 5-7 6-4 6-7 24-22 in 7 ore e 2 minuti negli Ottavi di finale del World Group 2013.

### Dopo il ritiro

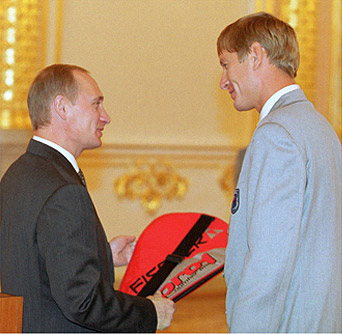
Vladimir Putin incontra Kafel'nikov dopo la sua vittoria alle Olimpiadi nel 2000

Ritiratosi dalla carriera agonistica nel 2004, è diventato un giocatore di poker professionista, partecipando alle World Series of Poker nel 2005. Nel 2005 e nel 2008 ha preso parte al Russian Open del PGA European Tour di golf, classificandosi rispettivamente ultimo e penultimo. Si è poi cimentato come commentatore di tennis per la TV russa. Dal 2008 partecipa all'ATP Champions Tour.

## Statistiche

### Finali del Grande Slam (3)

#### Vinte (2)
| Anno | Torneo          | Avversario in finale | Punteggio             |
| 1996 | Open di Francia | Michael Stich        | 7–6(4), 7-5, 7–6(4)   |
| 1999 | Australian Open | Thomas Enqvist       | 4-6, 6-0, 6-3, 7–6(1) |

#### Perse (1)
| Anno | Torneo          | Avversario in finale | Punteggio          |
| 2000 | Australian Open | Andre Agassi         | 6-3, 3-6, 2-6, 4-6 |

### Singolare

#### Vittorie (26)
| Legenda                                                     |
| Grande Slam (2)                                             |
| ATP Tour World Championships / Tennis Masters Cup (0)       |
| Super 9 / Masters Series (0)                                |
| Giochi olimpici (1)                                         |
| ATP Championship Series / ATP International Series Gold (4) |
| ATP World Series / ATP International Series (19)            |

| Legenda superfici |
| Cemento (9)       |
| Terra (3)         |
| Erba (3)          |
| Sintetico (11)    |

| Nº  | Data              | Torneo                                                 | Superficie       | Avversario della finale | Risultato                  |
| --- | ----------------- | ------------------------------------------------------ | ---------------- | ----------------------- | -------------------------- |
| 1.  | 9 gennaio 1994    | Australian Men's Hardcourt Championships, Adelaide (1) | Cemento          | Aleksandr Volkov        | 6-4, 6-3                   |
| 2.  | 6 marzo 1994      | Copenaghen Open, Copenaghen                            | Sintetico indoor | Daniel Vacek            | 6-3, 7-5                   |
| 3.  | 28 agosto 1994    | Long Island Open, Long Island (1)                      | Cemento          | Cédric Pioline          | 5-7, 6-1, 6-2              |
| 4.  | 19 febbraio 1995  | Milan Indoor, Milano                                   | Sintetico indoor | Boris Becker            | 7-5, 5-7, 7–6(6)           |
| 5.  | 19 marzo 1995     | St. Petersburg Open, San Pietroburgo                   | Sintetico indoor | Guillaume Raoux         | 6-2, 6-2                   |
| 6.  | 16 luglio 1995    | Swiss Open Gstaad, Gstaad                              | Terra rossa      | Jakob Hlasek            | 6-3, 6-4, 3-6, 6-3         |
| 7.  | 27 agosto 1995    | Long Island Open, Long Island (2)                      | Cemento          | Jan Siemerink           | 7–6(0), 6-2                |
| 8.  | 7 gennaio 1996    | Australian Men's Hardcourt Championships, Adelaide (2) | Cemento          | Byron Black             | 7–6(0), 3-6, 6-1           |
| 9.  | 5 maggio 1996     | ATP Praga, Praga                                       | Terra rossa      | Bohdan Ulihrach         | 7-5, 1-6, 6-3              |
| 10. | 9 giugno 1996     | Open di Francia, Parigi                                | Terra rossa      | Michael Stich           | 7–6(4), 7-5, 7–6(4)        |
| 11. | 6 ottobre 1996    | Grand Prix de Tennis de Lyon, Lione                    | Sintetico indoor | Arnaud Boetsch          | 7-5, 6-3                   |
| 12. | 15 giugno 1997    | Halle Open, Halle (1)                                  | Erba             | Petr Korda              | 7–6(2), 6(5)–7, 7–6(7)     |
| 13. | 17 agosto 1997    | Connecticut Open, New Haven                            | Cemento          | Patrick Rafter          | 7–6(4), 6-4                |
| 14. | 9 novembre 1997   | Kremlin Cup, Mosca (1)                                 | Sintetico indoor | Petr Korda              | 7–6(2), 6-4                |
| 15. | 1º marzo 1998     | London Indoor ATP, Londra                              | Sintetico indoor | Cédric Pioline          | 7-5, 6-4                   |
| 16. | 14 giugno 1998    | Halle Open, Halle (2)                                  | Erba             | Magnus Larsson          | 6-4, 6-4                   |
| 17. | 15 novembre 1998  | Kremlin Cup, Mosca (2)                                 | Sintetico indoor | Goran Ivanišević        | 7–6(2), 7–6(5)             |
| 18. | 31 gennaio 1999   | Australian Open, Melbourne                             | Cemento          | Thomas Enqvist          | 4-6, 6-0, 6-3, 7–6(1)      |
| 19. | 21 febbraio 1999  | Rotterdam Open, Rotterdam                              | Sintetico indoor | Tim Henman              | 6-2, 7–6(3)                |
| 20. | 14 novembre 1999  | Kremlin Cup, Mosca (3)                                 | Sintetico indoor | Byron Black             | 7–6(2), 6-4                |
| 21. | 24 settembre 2000 | Giochi della XXVII Olimpiade, Sydney                   | Cemento          | Tommy Haas              | 7–6(4), 3-6, 6-2, 4-6, 6-3 |
| 22. | 29 ottobre 2000   | Kremlin Cup, Mosca (4)                                 | Sintetico indoor | David Prinosil          | 6-2, 7-5                   |
| 23. | 18 febbraio 2001  | Open 13, Marsiglia                                     | Cemento indoor   | Sébastien Grosjean      | 7–6(5), 6-2                |
| 24. | 7 ottobre 2001    | Kremlin Cup, Mosca (5)                                 | Sintetico indoor | Nicolas Kiefer          | 6-4, 7-5                   |
| 25. | 16 giugno 2002    | Halle Open, Halle (3)                                  | Erba             | Nicolas Kiefer          | 2-6, 6-4, 6-4              |
| 26. | 15 settembre 2002 | Tashkent Open, Tashkent                                | Cemento          | Vladimir Volčkov        | 7–6(6), 7-5                |

#### Finali perse (20)
| Legenda                                                     |
| Grande Slam (1)                                             |
| ATP Tour World Championships / Tennis Masters Cup (1)       |
| Super 9 / Masters Series (5)                                |
| Giochi olimpici (0)                                         |
| ATP Championship Series / ATP International Series Gold (3) |
| ATP World Series / ATP International Series (10)            |

| Nº  | Data              | Torneo                                 | Superficie       | Avversario della finale | Risultato                |
| --- | ----------------- | -------------------------------------- | ---------------- | ----------------------- | ------------------------ |
| 1.  | 9 maggio 1994     | ATP German Open, Amburgo               | Terra rossa      | Andrij Medvedjev        | 4-6, 4-6, 6-3, 3-6       |
| 2.  | 24 aprile 1995    | ATP Nizza, Nizza                       | Terra rossa      | Marc Rosset             | 4-6, 0-6                 |
| 3.  | 11 marzo 1996     | Rotterdam Open, Rotterdam              | Sintetico indoor | Goran Ivanišević        | 4-6, 6-3, 3-6            |
| 4.  | 1º aprile 1996    | St. Petersburg Open, San Pietroburgo   | Sintetico indoor | Magnus Gustafsson       | 2-6, 6(4)–7              |
| 5.  | 24 giugno 1996    | Halle Open, Halle                      | Erba             | Nicklas Kulti           | 7–6(5), 3-6, 4-6         |
| 6.  | 22 luglio 1996    | Stuttgart Open, Stoccarda              | Terra rossa      | Thomas Muster           | 2-6, 2-6, 4-6            |
| 7.  | 4 novembre 1996   | Paris Open, Parigi (1)                 | Sintetico indoor | Thomas Enqvist          | 2-6, 4-6, 5-7            |
| 8.  | 11 novembre 1996  | Kremlin Cup, Mosca                     | Sintetico indoor | Goran Ivanišević        | 6-3, 1-6, 3-6            |
| 9.  | 17 novembre 1997  | ATP Tour World Championships, Hannover | Cemento          | Pete Sampras            | 3-6, 2-6, 2-6            |
| 10. | 9 febbraio 1998   | Open 13, Marsiglia                     | Cemento indoor   | Thomas Enqvist          | 4-6, 1-6                 |
| 11. | 21 settembre 1998 | Tashkent Open, Tashkent (1)            | Cemento          | Tim Henman              | 5-7, 4-6                 |
| 12. | 2 novembre 1998   | Stuttgart Masters, Stoccarda           | Cemento indoor   | Richard Krajicek        | 4-6, 3-6, 3-6            |
| 13. | 9 agosto 1999     | Canadian Open, Montréal                | Cemento          | Thomas Johansson        | 6-1, 3-6, 3-6            |
| 14. | 23 agosto 1999    | Washington Open, Washington            | Cemento          | Andre Agassi            | 6(3)–7, 1-6              |
| 15. | 31 gennaio 2000   | Australian Open, Melbourne             | Cemento          | Andre Agassi            | 6-3, 3-6, 2-6, 4-6       |
| 16. | 28 febbraio 2000  | London Indoor ATP, Londra              | Cemento indoor   | Marc Rosset             | 4-6, 4-6                 |
| 17. | 27 novembre 2000  | Stockholm Open, Stoccolma              | Cemento indoor   | Thomas Johansson        | 2-6, 4-6, 4-6            |
| 18. | 17 settembre 2001 | Tashkent Open, Tashkent (2)            | Cemento          | Marat Safin             | 2-6, 2-6                 |
| 19. | 5 novembre 2001   | Paris Masters, Parigi (2)              | Sintetico indoor | Sébastien Grosjean      | 6(3)–7, 1-6, 7–6(5), 4-6 |
| 20. | 3 febbraio 2003   | Milan Indoor, Milano                   | Sintetico indoor | Martin Verkerk          | 4-6, 7-5, 5-7            |

### Doppio

#### Vittorie (27)
- 1994: Lione, Barcellona, Monaco di Baviera, Roma
- 1995: Amburgo, Lione, Estoril, Montreal/Toronto
- 1996: San Pietroburgo, Basilea, Praga, Vienna, Roland Garros
- 1997: Gstaad, Roland Garros, Us open
- 1998: Antwerp, Vienna
- 1999: Barcellona
- 2000: Monte Carlo, Vienna
- 2001: San Pietroburgo, Roma, Indian Wells
- 2002: Roland Garros
- 2003: Indian Wells, Washington

#### Finali perse (14)
- 1994: Marsiglia, Monte Carlo
- 1995: San Pietroburgo, Halle
- 1996: Antwerp, halle, Parigi
- 1998: Londra, Mosca
- 2000: Roma, Rotterdam
- 2002: Monte Carlo
- 2003: Roland Garros, Stoccarda

## Risultati nei tornei del grande Slam
| Tornei          | 1993 | 1994 | 1995 | 1996 | 1997 | 1998 | 1999 | 2000 | 2001 | 2002 | 2003 |
| --------------- | ---- | ---- | ---- | ---- | ---- | ---- | ---- | ---- | ---- | ---- | ---- |
| Australian Open | LQ   | 2T   | QF   | QF   | A    | A    | V    | F    | QF   | 2T   | 2T   |
| Roland Garros   | 2T   | 3T   | SF   | V    | QF   | 2T   | 2T   | QF   | QF   | 2T   | 2T   |
| Wimbledon       | A    | 3T   | QF   | 1T   | 4T   | 1T   | 3T   | 2T   | 3T   | 3T   | 1T   |
| U.S. Open       | A    | 4T   | 3T   | A    | 2T   | 4T   | SF   | 3T   | SF   | 2T   | 3T   |